# Carlos Soler
Carlos Soler, född 2 januari 1997, är en spansk fotbollsspelare som spelar för West Ham United, på lån från Paris Saint-Germain.
Han blev olympisk silvermedaljör i fotboll vid sommarspelen 2020 i Tokyo.

## Klubbkarriär
Den 1 september 2022 värvades Soler av Paris Saint-Germain, där han skrev på ett femårskontrakt. Den 30 augusti 2024 lånades Soler ut till West Ham United på ett säsongslån.